# Taranaki
Gora Taranaki (maorsko Taranaki Maunga) (imenovana tudi Mt Egmont) je mirujoči stratovulkan v regiji Taranaki na zahodni obali Severnega otoka Nove Zelandije. Z 2518 metri je druga najvišja gora na Severnem otoku, takoj za goro Ruapehu. Na južni strani ima sekundarni stožec, Fanthams Peak (maorsko Panitahi), 1966 metrov.

## Ime
Ime Taranaki izvira iz jezika Maori. Gora je dobila ime po Rua Taranaki, prvem predniku iwi (plemena), imenovanega Taranaki, enega od več iwijev v regiji. Maorska beseda tara pomeni 'gorski vrh', naki pa morda izvira iz ngaki, kar pomeni 'brez rastlinja'. Iwi, ki so živeli v regiji v preteklosti, so ga poimenovali tudi Pukehaupapa ('ledena gora') in Pukeonaki ('hrib Naki')
Kapitan James Cook jo je 11. januarja 1770 poimenoval Mount Egmont po Johnu Percevalu, 2. grofu Egmontskem, nekdanjem prvem lordu admiralitete, ki je podpiral koncept oceanskega iskanja Terra Australis Incognita. Cook ga je opisal kot »neverjetno visok in njegov vrh prekrit z večnim snegom«, obdan z »ravnim poljem ... ki je nudilo zelo dober videz, oblečeno v les in zelenje«.
Ko je francoski raziskovalec Marc-Joseph Marion du Fresne 25. marca 1772 videl goro, jo je poimenoval Pic Mascarin. Ni vedel za prejšnji obisk Cooka.
Na zemljevidih se je pojavljala kot gora Egmont do 29. maja 1986, ko je ime uradno postalo »gora Taranaki ali gora Egmont« po odločitvi ministra za zemljišča. Ime Egmont še vedno velja za narodni park, ki obdaja vrh, geologi pa vrh še vedno imenujejo vulkan Egmont.
Kot del dogovora iz Waitangija z Ngā Iwi o Taranaki, skupino plemen v regiji, se bo gora uradno imenovala Taranaki Maunga in bo prva naravna geografska značilnost z uradnim imenom v maorskem jeziku pred angleščino. Poravnava je bila parafirana 31. marca 2023, ratificiral pa jo je iwi Taranaki.
Nekateri iwi v regiji so goro imenovali Taranaki Mounga in ne Taranaki Maunga v lokalnem maorskem narečju.

## Geologija
Gora Taranaki je v sedimentnem bazenu Taranaki in je del vulkanske linije Taranaki, ki je v zadnjih 1,75 milijona let imela 3 cm/leto migracijo od severa proti jugu. Območje Wadati–Benioff obstaja na globini približno 200 km, vulkanska magma ima geokemične značilnosti obločnega vulkana.  Pod samim vulkanom je velik toplotni tok z le okoli 10 km debelo skorjo, čeprav se to hitro normalizira za celinsko skorjo na 35 km vzhodno od vulkana in 25 km zahodno.

### Vulkanska dejavnost
Taranaki je geološko mlad, saj je začel delovati pred približno 135.000 leti. Najnovejša vulkanska aktivnost je bila proizvodnja kupole lave v kraterju in njen propad po pobočju gore v 1850-ih ali 1860-ih. Med letoma 1755 in 1800 je izbruh poslal piroklastični tok po severovzhodnih pobočjih gore in približno leta 1755 je prišlo do zmernega izbruha pepela, v obsegu dejavnosti Ruapehuja v letih 1995/1996. Zadnji večji izbruh se je zgodil okoli leta 1655. Nedavne raziskave so pokazale, da so se v zadnjih 9000 letih manjši izbruhi zgodili v povprečju približno vsakih 90 let, večji izbruhi pa vsakih 500 let. Nekateri od teh izbruhov so se lahko zgodili z zelo kratkim opozorilom, le nekaj dni ali manj.

### Nevarnosti
Taranaki je nenavaden v tem, da je doživel vsaj pet večjih izbruhov po metodi zrušitve stožca. Ogromna količina materiala, vključenega v te kolapse, se odraža v obsežni obročasti ravnici, ki obdaja vulkan. Obstajajo tudi dokazi, da so laharji pogosta posledica izbruha. Glavni cikli zrušitve imajo potencialno največjo velikost zrušitve 7,9 km³ vsakih 30.000 do 35.000 let. Pričakuje se, da se bo v 16.200 letih zgodil še en večji kolaps.
Velik del regije je ogrožen zaradi laharjev, ki so dosegli vse do obale. Za lahar ni potreben vulkanski dogodek: celo potresi v kombinaciji z močnim dežjem ali snegom bi lahko premaknili ogromne količine nestabilnih plasti, ki ležijo na strmih pobočjih. Mnogi kmetje živijo na poti takšnih možnih uničujočih dogodkov.
Čeprav so vulkanski izbruhi razvpiti kaotični po svoji pogostosti, nekateri znanstveniki opozarjajo, da je velik izbruh 'zamujen'. Raziskave z Univerze Massey kažejo, da bo v naslednjih 50 letih verjetno spet prišlo do znatne seizmične aktivnosti lokalnih prelomov, kar bi lahko dopuščalo izbruh. Karkoli v naslednjih 50 letih je verjetnost vsaj enega izbruha med 33 % in 42 %. Prevladujoči vetrovi bi verjetno odpihnili pepel proti vzhodu, pokrili večji del Severnega otoka in motili zračne poti, daljnovode za prenos električne energije in lokalne oskrbe z vodo.

### Starejši vulkani na tem območju
Gora Taranaki je eden od štirih tesno povezanih kvartarnih vulkanov v provinci Taranaki, ki so izbruhnili iz andezitne magme, ki ni v veliki meri asimilirala obogatene skorje, za razliko od stožčastih vulkanov vulkanske planote Severnega otoka. Leži na ostankih treh starejših vulkanskih kompleksov, ki ležijo severozahodno. Indo-avstralska plošča se počasi premika glede na vir magme, ki hrani te vulkane. Ta trend se odraža v Fanthams Peaku, novejšem sekundarnem stožcu na jugovzhodni strani Taranakija in poimenovanem po Fanny Fantham, ki je bila prva Evropejka, ki se je povzpela na vrh leta 1887.
Najstarejši vulkanski ostanki so sestavljeni iz vrste čepov lave: Paritutu Rock (156 metrov), ki je del pristanišča New Plymouth, in otoki Sugar Loaf blizu morja. Ti so bili datirani na 1,75 milijona let.
Na obali, 15 kilometrov jugozahodno od New Plymoutha, je pogorje Kaitake (682 metrov), nazadnje aktivno pred približno 500.000 leti.
Najbližje Taranakiju je pogorje Pouakai. Pouakai je morda nastal približno v istem času kot Kaitake, vendar je ostal aktiven do pred približno 240.000 leti. Velik del Pouakaijeve velike obročaste ravnice je izbrisal vulkan Egmont, hribi blizu Elthama so bili edini ostanek na jugu.

## Maorska mitologija
Po maorski mitologiji je Taranaki nekoč živel sredi Severnega otoka, skupaj z vsemi ostalimi novozelandskimi vulkani. Po lepi Pihango so hrepenele vse gore in med njimi se je vnela velika bitka. Tongariro je sčasoma zmagal, zadal velike rane na strani Taranakija in ga prisilil v beg. Taranaki se je usmeril proti zahodu, sledil Te Toka a Rahotu (Skala Rahotu) in oblikoval globoke soteske reke Whanganui, se za nekaj časa ustavil in ustvaril depresijo, ki je oblikovala močvirje Te Ngaere, nato pa se usmeril proti severu. Nadaljnji napredek je blokiralo gorovje Pouakai in ko je vzšlo sonce, je Taranaki okamenel na svoji trenutni lokaciji. Ko se Taranaki skrije z deževnimi oblaki, naj bi jokal za svojo izgubljeno ljubeznijo, med spektakularnimi sončnimi zahodi pa naj bi se ji pokazal. Po drugi strani pa naj bi bili izbruhi Tongarira opozorilo Taranakiju, naj se ne vrača.

## Zgodovina
Leta 1865 je novozelandska vlada Maorom zaplenila goro v skladu z novozelandskim zakonom o naseljih iz leta 1863, domnevno kot sredstvo za vzpostavitev in ohranjanje miru med drugo vojno Taranaki. Zakonodaja je bila oblikovana z namenom, da se zaseže in razdeli dežela Maorov 'v uporu' in se zagotovi kot kmetijska zemljišča za vojaške naseljence. Leta 1839 se je na goro povzpel švicarski doktor in naravoslovec Ernst Dieffenbach. Med svojim začetnim vzponom je ugotovil, da so hitro tekoči potoki zelo primerni za mline na vodni pogon. Dieffenbach je bil zaposlen pri novozelandski družbi za svetovanje o potencialu zemlje, ki jo je raziskoval na Severnem otoku v letih 1839–40.
Gora je bila leta 1978 vrnjena prebivalcem Taranakija na podlagi zakona Mount Egmont Vesting Act iz leta 1978, ki jo je dodelil skrbniškemu odboru Taranaki Maori. Z istim zakonom je bila takoj vrnjena vladi kot darilo narodu. Sodišče Waitangi je v svojem poročilu iz leta 1996, Kaupapa Tuatahi, opazilo: »Ne poznamo dokazov, da so se hapu strinjali s to ureditvijo. Mnogi, ki so nam predložili pripombe, so bili neomajni, da večina o tem ni vedela ničesar«. Navedel je prispevek, ki je nakazoval, da je bilo politično ozračje leta 1975 takšno, da je upravni odbor menil, da je treba izvesti gesto dobre volje, namenjeno ustvarjanju ugodnejšega okolja, v katerem se je mogoče pogajati o denarni poravnavi.
Zaradi svoje podobnosti z goro Fudži je Taranaki služil kot ozadje za film Zadnji samuraj iz leta 2003.
Leta 2017 je bil podpisan zapis o soglasju med Taranaki iwi in novozelandsko vlado, po katerem bo gora postala pravna oseba. To je tretja geografska značilnost v državi, ki ji je bila podeljena pravna oseba, za Te Urewero in reko Whanganui.
2. decembra 2019 je bil objavljen dogovor med krono in Ngā Iwi o Taranaki, da se bo gora imenovala samo Taranaki Maunga. Narodni park se bo preimenoval iz Egmont National Park v Te Papakura o Taranaki. Geografski odbor Nove Zelandije še ni ratificiral spremembe imena.

## Narodni park
Leta 1881 je bilo krožno območje s polmerom šest milj (9,6 km) od vrha zaščiteno kot gozdni rezervat. Območja, ki obsegajo starejše vulkanske ostanke Pouakai in Kaitake, so bila pozneje dodana rezervatu in leta 1900 je bilo vse to ozemlje objavljeno kot narodni park Egmont, drugi narodni park na Novi Zelandiji. Obstajajo deli narodnega parka, kjer so stari gozdovi. Z intenzivno gojenimi mlečnimi pašniki vse do meje parka je sprememba vegetacije na satelitskih slikah ostro označena kot krožna oblika.

## Rekreacija
Stratford Mountain Club upravlja smučišče Manganui na vzhodnem pobočju. Dostop z opremo do smučišča je z žično drčo (zip line) čez sotesko Manganui.
Alpski klub Taranaki vzdržuje Tahurangi Lodge na severnem pobočju gore, poleg televizijskega stolpa. Koča se pogosto uporablja kot izhodišče za javne vzpone na vrh, ki potekajo v poletnih mesecih. Različni plezalni in pohodniški klubi organizirajo te javne dogodke in nudijo neformalne vodnike.
Syme Hut je v bližini vrha Fanthams. Vzdržuje ga Oddelek za varstvo narave in je na voljo potepom po principu, kdor prvi pride, prvi melje.
Za povprečnega človeka bi Taranaki veljal za zmerno goro za plezanje. Oseba z dobro telesno pripravljenostjo potrebuje en dan, da opravi vzpon navzgor in nazaj. Vreme na gori se lahko hitro spremeni, kar neizkušene pohodnike in plezalce ujame neprepričane. Do 27. junija 2017 je od začetka beleženja leta 1891 na gori umrlo 84 ljudi, mnoge je ujela nenadna sprememba vremena. Kar zadeva smrtne žrtve, je ta gora druga najnevarnejša gora na Novi Zelandiji za Aoraki / Mount Cook.

## Galerija
- Bazeni Wilkies
- slapovi Dawson
- Pogled na goro Ruapehu z bližine vrha gore Taranaki